# Eudonia antimacha
Eudonia antimacha là một loài bướm đêm thuộc họ Crambidae. Nó là loài đặc hữu của Maui.
The head is white và the thorax white mixed with black.